# Monolith of Doubt
"Monolith of Doubt" é uma canção da banda holandesa de metal sinfônico After Forever, lançada como segundo single do álbum Decipher em 2002 através da Transmission Records.

## Composição e produção
A canção é a segunda faixa do segundo álbum da banda, Decipher. A letra foi escrita pela vocalista Floor Jansen, e a música foi composta por Jansen e os guitarristas Sander Gommans e Mark Jansen (também vocalistas). A faixa bônus "For the Time Being" gravada durante as sessões de Decipher também foi incluída no single.
Sua gravação ocorreu entre junho e agosto de 2001 em estúdios dos Países Baixos.

## Apresentações ao vivo
A canção foi uma das primeiras do álbum a ser apresentada ao público juntamente com "My Pledge of Allegiance #1" e "Emphasis", ainda durante os concertos promocionais de Prison of Desire, no início de 2001, tornando-se uma faixa regular nas apresentações ao vivo da banda desde então. Foi apresentada também em programas de televisão holandeses, como o talk show Kopspijkers em 2002, e o De Muziekfabriek em 23 de novembro de 2003.
A vocalista Floor Jansen também cantou a faixa em algumas de suas apresentações solo em 2009 após o fim do After Forever, juntamente com o quarteto de cordas Red Limo String. O projeto musical Beto Vázquez Infinity e a banda Mayan do guitarrista Mark Jansen também já tocaram a canção ao vivo como um cover.

## Faixas
| N.º            | Título                                 | Letras         | Música                               | Duração |  |
| 1.             | "Monolith of Doubt" (versão do single) | Floor Jansen   | Sander Gommans F. Jansen Mark Jansen | 3:32    |  |
| 2.             | "For the Time Being"                   | M. Jansen      | Gommans F. Jansen M. Jansen          | 5:04    |  |
| 3.             | "Forlorn Hope"                         | M. Jansen      | Gommans F. Jansen M. Jansen          | 6:21    |  |
| 4.             | "Imperfect Tenses" (versão orquestral) | F. Jansen      | F. Jansen M. Jansen                  | 4:06    |  |
| Duração total: | Duração total:                         | Duração total: | Duração total:                       | 19:03   |  |

## Créditos

### Banda
- Sander Gommans – guitarra, vocais
- Mark Jansen – guitarra, vocais
- Luuk van Gerven – baixo
- Floor Jansen – vocais
- André Borgman – bateria
- Lando van Gils – teclado

### Equipe técnica
- Hans van Vuuren – produção executiva
- Oscar Holleman – produção, mixagem
- Stephen van Haestregt – produção, engenharia